# Alexander Moon
Alexander Moon ( 1755 - 1825 ) fue un botánico británico, que trabajó extensamente en Sri Lanka, desde 1817; siendo superintendente del Real Jardín Botánico de Peradeniya en Ceilán.

## Algunas publicaciones

### Libros
- A catalogue of the indigenous and exotic plants growing in Ceylon, distinguishing the several esculent vegetables, fruits, roots and grains: together with a sketch of the divisions of genera and species in use amongst the Singhalese : also an outline of the Linnæan sexual system of botany in ... 131 pp. en línea

## Honores

### Epónimos
- (Asteraceae) Moonia Arn.[1]

- La abreviatura «Moon» se emplea para indicar a Alexander Moon como autoridad en la descripción y clasificación científica de los vegetales.[2]